# John Bourchier, 2. Baron Berners

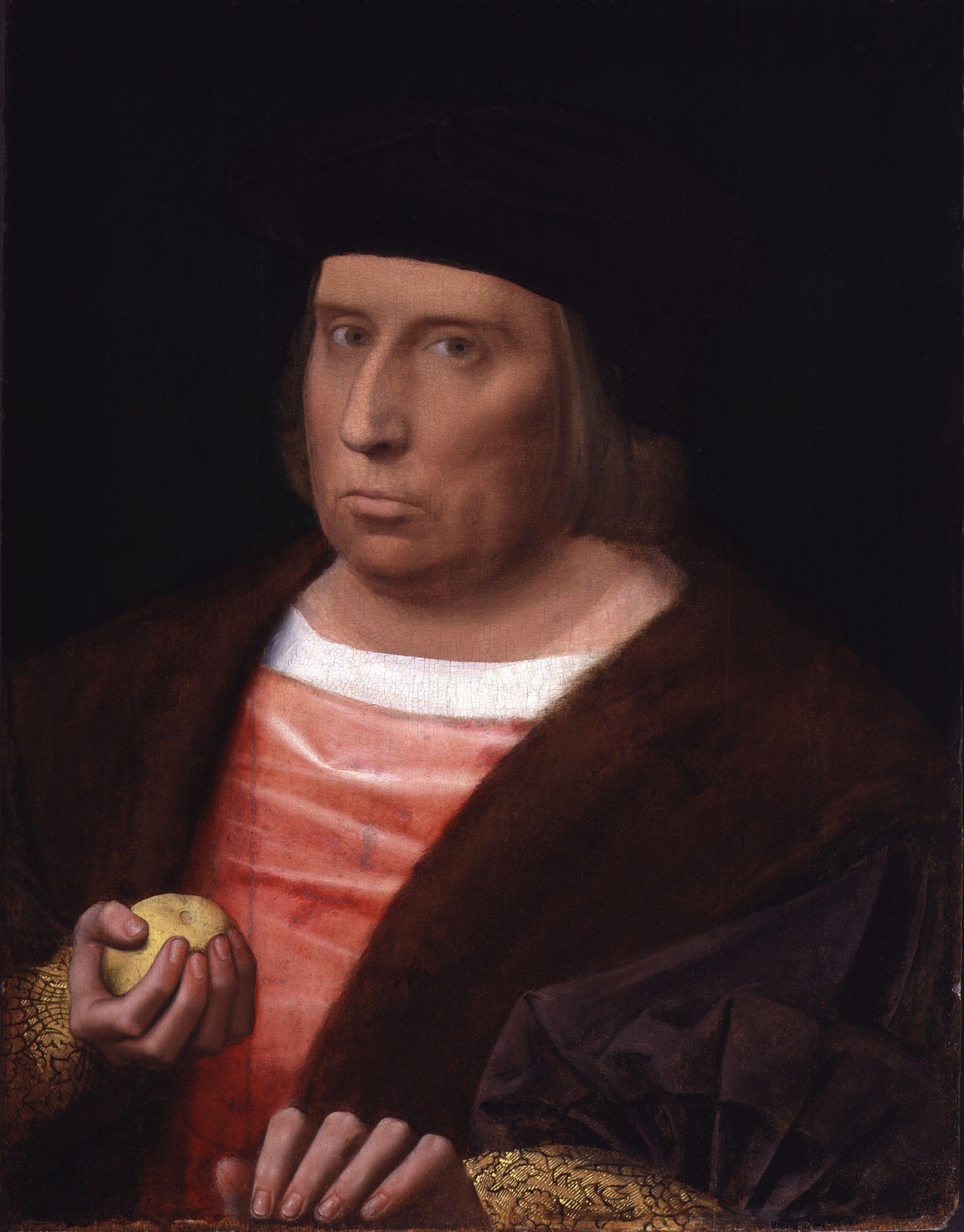
John Bourchier, 2. Baron Berners (Porträt von Ambrosius Benson, um 1520–1526)

John Bourchier, 2. Baron Berners (* um 1467; † 19. März 1533 in Calais) war ein englischer Adliger und Politiker zur Zeit der Rosenkriege und der frühen Tudorzeit.

## Herkunft und Familie
Er war der Sohn und Erbe des Sir Humphrey Bourchier und der Elisabeth Tylney. Sein Vater war der Sohn und Heir apparent des John Bourchier, 1. Baron Berners. Sein Vater starb noch vor seinem Großvater am 14. April 1471 in der Schlacht von Barnet.

## Leben und politisches Wirken
Im Alter von sieben Jahren erbte er 1474 beim Tod seines Großvaters dessen Titel als 2. Baron Berners und eine Anwartschaft auf dessen Sitz im House of Lords. Da er noch nicht volljährig war, konnte er diesen Sitz noch nicht einnehmen. Er bereitete sich daher auf seine spätere Tätigkeit als Soldat, Höfling und Politiker vor und erhielt am 17. Januar 1478 den Ritterschlag als Knight Bachelor. Unter den Königen Heinrich VII. und Heinrich VIII. wurde er ab dem 14. Oktober 1495 bis zum 8. August 1529 regelmäßig zu den Sitzungen des House of Lords einberufen.
In dieser Zeit war er auch mit militärischen Aufgaben betraut. 1513 war er bei der Einnahme von Thérouanne beteiligt. Bald danach wurde er Marshal in der Armee des Thomas Howard, Earl of Surrey (später 2. Duke of Norfolk) im Krieg gegen Schottland. Im Jahre 1514 ging er als Kammerherr der Prinzessin Mary (Ehefrau des französischen Königs Ludwig XII.) nach Frankreich. Zurück in England, wurde er von 1516 bis 1527 Chancellor of the Exchequer. In dieser Zeit erledigte er zusätzlich diplomatische Missionen, 1518 als Botschafter in Spanien und 1520 als Vertreter der Stadt Calais, wo er am 19. März 1533 starb.
Er war mit Lady Katherine Howard († 1536), der Tochter des John Howard, 1. Duke of Norfolk, verheiratet. Mit ihr hatte er zwei Töchter:
- Hon. Mary Bourchier († um 1550) ⚭ Sir Alexander Unton († 1547), Gutsherr von Wadley in Berkshire;
- Hon. Jane Bourchier († 1562) ⚭ Edmund Knyvet.

Da er keine Söhne hatte, fiel die Baronie Berners in Abeyance zwischen seinen beiden Töchtern. Der Titel stand de iure ab dem kinderlosen Tod seiner Tochter Mary deren Schwester Jane zu, doch diese und deren Erben machten den Anspruch nicht wirksam geltend, sodass der Titel fortan fast 200 Jahre bis 1720 ruhte.